# Franck Histilloles
Franck Histilloles, né le 25 janvier 1973 à Forbach, est un footballeur français ayant évolué notamment à Bordeaux, au poste d'attaquant. 

## Biographie
Joueur très prometteur, il se blesse gravement lors de l'entraînement à San Siro la veille du quart de finale contre le Milan AC en 1996. À la fin de cet entraînement, quelques attaquants s'attardent face aux buts gardés par Gaëtan Huard. Il exécute une splendide volée qui termine dans la lucarne, mais une mauvaise réception cause une fracture tibia péroné avec arrachement des ligaments. Après environ six mois de rééducation, un mauvais tacle, encore à l'entraînement, le replonge dans une longue convalescence.

## Carrière
- 1993 - 1997 :  Girondins de Bordeaux (D1)
- 1997 - 1999 :  FC Metz (D1)
- 1999 - 2002 :  US Créteil-Lusitanos (D2)
- 2002 - 2003 :  Panachaiki (D1)
- 2003 - 2004 :  Aviron Bayonnais (Nat)
- 2004 - 2005 :  FC Martigues (CFA)
- 2005 - 2006 :  Béziers St Chignan (DH)
- 2006 - 2009 :  Montpellier Corpo (Championnat de France Corpo)
- 2009 - 2012 :  AS Canet (DH)[1]

## Palmarès
- Finaliste de la Coupe de l'UEFA en 1996 avec les Girondins de Bordeaux
- Vice-Champion de France en 1998 avec le FC Metz
- Meilleur buteur du Festival International Espoirs en 1995